# 上党镇
上党镇，是中华人民共和国江苏省鎮江市丹徒区下辖的一个乡镇级行政单位。

## 行政区划
上党镇下辖以下地区：
上党村、东贪村、东沛村、古洞村、墅山村、五塘村、枫庄村、东方村、敖毅村、合偶村、其益村、上会村、丰城村、盘荣村和薛村。